# Bernardo Rossellino

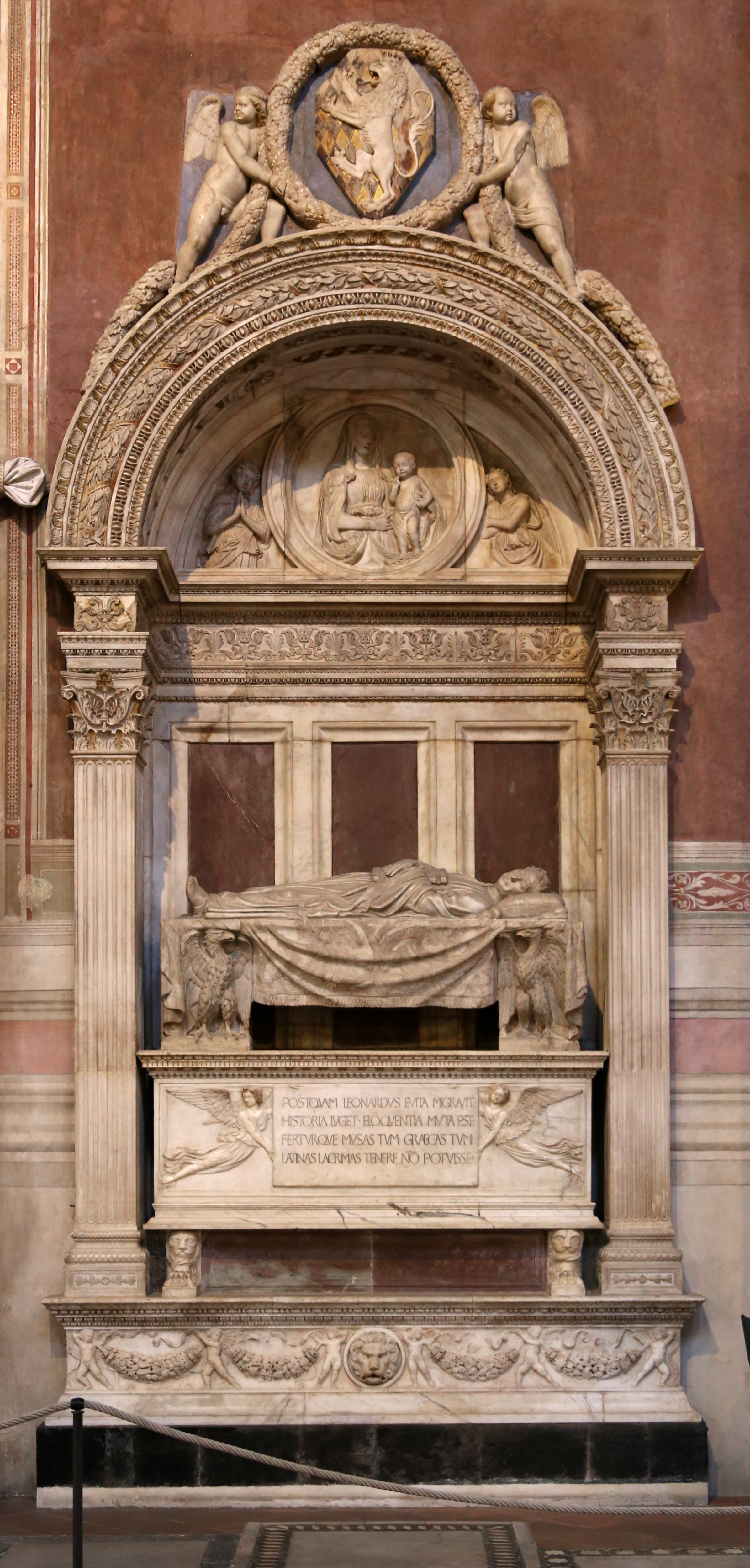
Tumba de Leonardo Bruni

Bernardo di Matteo Gamberelli, mais conhecido como Bernardo Rossellino (Settignano, 1409 † Florença, 23 de Setembro de 1464), foi um escultor, arquiteto e urbanista da Itália.
Treinado por Filippo Brunelleschi e influenciado por Luca della Robbia e Lorenzo Ghiberti, foi membro de uma família de escultores, irmão de Antonio Rossellino. Classicista moderado e um dos grandes mestres da escultura fúnebre, foi ainda notável arquiteto e urbanista. Uma de suas primeiras obras foi um tabernáculo para a Igreja de Santo Egídio em Florença (1449), e sua obra-prima é a Tumba de Leonardo Bruni (1444–50) na Basílica da Santa Cruz, que inaugurou um novo tipo de monumento funerário e está entre as maiores realizações do seu gênero do Renascimento, tornando-se um protótipo largamente imitado ao estabelecer um fino equilíbrio entre escultura e arquitetura, figuração e decorativismo. Outras obras importantes foram a Tumba de Orlando de' Medici (1456–57) e a Tumba da Beata Villana delle Botte (1451–52), ambas em Florença.